# Bibliografia lui Joseph Ratzinger (Papa Benedict al XVI-lea)
Acest articol conține lista bibliografică a operei lui Joseph Ratzinger (Papa Benedict al XVI-lea) disponibilă în traducere românescă. În total, opera lui Joseph Ratzinger conține peste 68 de cărți, trei enciclice, trei exhortații apostolice și mai multe scrisori apostolice. Vasta sa operă teologică și filosofică îl califică pe Joseph Ratzinger drept unul dintre cei mai mari autori creștini ai ultimelor secole. 

## Scrieri
- Volk und Haus Gottes in Augustins Lehre von der Kirche (Poporul și casa lui Dumnezeu în învățătura lui Augustin despre Biserică), teză de doctorat;
- Die sakramentale Begründung christlicher Existenz (Fundamentul sacramental al existenței creștine);
- Dogma und Verkündigung (Dogmă și propovăduire);
- Prinzipien christlicher Moral (Principii ale moralei creștine);
- Der Gott Jesu Christi: Betrachtungen über den Dreieinigen Gott (Dumnezeul lui Isus Cristos: Meditații asupra Dumnezeului Trinitar);
- Theologische Prinzipienlehre: Bausteine zur Fundamentaltheologie (Doctrina principiilor teologice: pietre de temelie pentru teologia fundamentală);
- Politik und Erlösung: Zum Verhältnis von Glaube, Rationalität und Irrationalem in der sogenannten Theologie der Befreiung (Politică și mântuire: Despre raportul dintre credință, raționalitate și irațional în așa numita teologie a eliberării);
- Wendezeit für Europa? Diagnosen und Prognosen zur Lage von Kirche und Welt (Punct de turnură pentru Europa? Diagonze și prognoze privitor la situația Bisericii și a lumii);
- Geist der Liturgie (Spiritul Liturgiei);
- Werte in Zeiten des Umbruchs (Valori în vremuri de restriște);
- Die Einheit der Nationen: Eine Vision der Kirchenväter (Unitatea națiunilor: o viziune a Părinților Bisericii).

## Cărți disponibile în limba română
Lista în ordine cronologică descrescătoare a cărților lui Joseph Ratzinger (Papa Benedict al XVI-lea) apărute în traducere românească.
1. Viața mea. Memorii, trad. de Dan Siserman, Editura Galaxia Gutenberg, 2023.
2. Spiritul Liturghiei, trad. de Dan Siserman, Editura Galaxia Gutenberg, 2022.
3. Principiile moralei creștine (împreună cu Hans Urs von Balthasar și Heinz Schürmann), trad. de Dan Siserman, Editura Galaxia Gutenberg, 2021.
4. Despre creație și cădere, trad. de Dan Siserman, Editura Galaxia Gutenberg, 2020.
5. Strălucirea lui Dumnezeu în zilele noastre, trad. de Dan Siserman, Editura Galaxia Gutenberg, 2020.
6. Din adâncul inimii noastre: preoție, celibat și criza Bisericii Catolice – cu Cardinalul Robert Sarah, trad. de pr. Mihai Pătrașcu, Editura Sapientia, 2020.[nefuncțională]
7. Teologia istoriei la sfântul Bonaventura, trad. de Dan Siserman, Editura Sapientia, Iași, 2019. Arhivat în 5 noiembrie 2019, la Wayback Machine.
8. Cuvântul lui Dumnezeu. Scriptură. Tradiție. Magisteriu, trad. de Lorin Ghiman, Editura Galaxia Gutenberg, Târgu-Lăpuș, 2018.[nefuncțională]
9. Ultimele convorbiri cu Seewald, trad. de Francisca Băltăceanu, Monica Broșteanu, Editura ARCB, București, 2017.
10. Biserica - comunitatea iubirii, trad. de Ciprian Bejan-Piser, Editura Sapientia, Iași, 2017. Arhivat în 6 noiembrie 2019, la Wayback Machine.
11. Maria - steaua speranței, trad. de Ciprian Bejan-Piser, Editura Sapientia, Iași, 2017. Arhivat în 13 mai 2021, la Wayback Machine.
12. Biserică, ecumenism și politică. Noi eseuri de ecleziologie, trad. de Francisca Băltăceanu și Monica Broșteanu, Editura ARCB, București, 2014.
13. Nu m-am simțit niciodată singur. Ultimele discursuri ale Papei, trad. de Mihai Pătrașcu și Liana Gehl, Editura ARCB, București, 2013.
14. Escatologie. Moarte și viață veșnică, trad. de Radu Vasile, Editura ARCB, București, 2013.
15. Isus din Nazaret. vol. III. Copilăria, trad. de Francisca Băltăceanu și Monica Broșteanu, Editura ARCB, București, 2013.
16. Isus din Nazaret. vol. II. De la intrarea în Ierusalim la Înviere, trad. de Francisca Băltăceanu și Monica Broșteanu, Editura Galaxia Gutenberg, Târgu-Lăpuș, 2012.
17. Lumina lumii: Papa, Biserica și semnele timpurilor: O convorbire cu Peter Seewald, trad. de Mihai Pătrașcu, Editura Sapientia, Iași, 2012. Arhivat în 14 mai 2021, la Wayback Machine.
18. Raport asupra credinței. Vittorio Messori în colocviu cu Joseph Ratzinger, trad. de Mihai Pătrașcu, Editura Sapientia, Iași, 2011. Arhivat în 6 noiembrie 2019, la Wayback Machine.
19. Scrieri alese, trad. de Andrei Marga și Delia Marga, Editura Apostrof, Cluj-Napoca, 2011. conține: „Multe religii – un singur legământ: Israel, Biserica și lumea”; „Europa în criza culturilor”; „Interpretarea biblică în criză: despre problema fundamentelor și căilor exegezei azi”,
20. Porta fidei (Poarta credinței), trad. de Mihai Pătrașcu, Editura Presa Bună, Iași, 2011.
21. Multe religii – un singur legământ: Israel, Biserica și lumea, trad. de Andrei Marga și Delia Marga, Editura Fundației pentru Studii Europene, Cluj-Napoca, 2011.
22. Isus din Nazaret. vol. I. De la Botez la Schimbarea la Față, trad. de Alexandru Mihăilescu, Editura Rao, București, 2010.
23. Dragii mei preoți, trad. de Cristina Palici, Editura Galaxia Gutenberg, Târgu-Lăpuș, 2010.
24. Esența credinței, trad. de Viorica Ungureanu, Editura Sapientia, Iași, 2010.
25. Dumnezeu și lumea. A crede și a trăi în epoca contemporană. O convorbire cu Peter Seewald, trad. de Tudor Soroceanu, Editura Sapientia, Iași 2009.
26. Enciclica Caritas in veritate (Iubirea în adevăr), trad. de Mihai Pătrașcu, Editura Presa Bună, Iași, 2009.
27. Scrisoarea pentru deschiderea Anului Sfintei Preoții, trad. de Mihai Pătrașcu, Editura Presa Bună, Iași, 2009.
28. Cateheze despre sfântul Paul, trad. de Mihai Pătrașcu, Editura Presa Bună, Iași, 2009.
29. Apostolii și primii discipoli ai lui Cristos: la originile Bisericii, trad. de Paul Butnariu, Editura ARCB, București, 2009.
30. Europa în criza culturilor, trad. de Andrei Marga și Delia Marga, Editura Apostrof, Cluj-Napoca, 2008.
31. Despre conștiință, trad. de Alex Moldovan , Editura Galaxia Gutenberg, Târgu-Lăpuș, 2008. Arhivat în 7 ianuarie 2017, la Wayback Machine.
32. Summorum pontificum (scrisoare apostolică motu proprio), trad. de Mihai Pătrașcu, Editura Presa Bună, Iași, 2007.
33. Enciclica Spe Salvi (În speranță suntem mântuiți), trad. de Mihai Pătrașcu, Editura Presa Bună, Iași, 2007.
34. Binecuvântarea Crăciunului. Meditații, trad. de Simona Eliza, Editura Galaxia Gutenberg, Târgu-Lăpuș, 2007.
35. Poporul evreu și Sfintele sale Scripturi în Biblia creștină, trad. de Sebastian Lucaciu, Editura ARCB, București, 2007.
36. Interpretarea biblică în criză: despre problema fundamentelor și căilor exegezei azi, trad. de Andrei Marga și Delia Marga, Editura Fundației pentru Studii Europene, Cluj-Napoca, 2007.
37. Sarea pamântului. Creștinismul și Biserica Catolică la cumpăna dintre milenii, trad. de Tudor Soroceanu, Editura Sapientia Iași 2006. Arhivat în 6 noiembrie 2019, la Wayback Machine.
38. Introducere în creștinism. Prelegeri despre Crezul apostolic, trad. de Mihăiță Blaj, Editura Sapientia, Iași 2004. Arhivat în 6 noiembrie 2019, la Wayback Machine.
39. Drumul pascal, trad. de Mihai Pătrașcu, Editura Sapienia, Iași 2006. Arhivat în 6 noiembrie 2019, la Wayback Machine.
40. Encliclica Deus caritas est (Dumnezeu este iubire), trad. de Wilhelm Dancă, Editura Presa Bună, Iași, 2006.
41. Calea Sfintei Cruci: meditații și rugăciuni, trad. de Robert Bălan și Claudiu Bărbuț, Editura ARCB, București, 2006.
42. Biserica: chemare spre comunitate, trad. de Ioan Mitrofan și Ioan Petru Puiu, Editura Aridia, Blaj, 2005.
43. Moștenirea creștină a Europei, trad. de Viorica Ungureanu, Editura Trinitas, Iași, 2002.

## Enciclice
Joseph Ratzinger (Papa Benedict al XVI-lea) a publicat în timpul pontificatului său (2005-2013) următoarele enciclice, care au caracterul de documente pontificale ce tratează diferite aspecte ale doctrinei credinței. 
1. Enciclica Caritas in veritate (Iubirea în adevăr), trad. de Mihai Pătrașcu, Editura Presa Bună, Iași, 2009. (textul în română)
2. Enciclica Spe Salvi (În speranță suntem mântuiți), trad. de Mihai Pătrașcu, Editura Presa Bună, Iași, 2007. (textul în română)
3. Enciclica Deus caritas est (Dumnezeu este iubire), trad. de Wilhelm Dancă, Editura Presa Bună, Iași, 2006. (textul în română)

Encliclica Lumen Fidei (Lumina credinței) a fost începută de Papa Benedict al XVI-lea, însă în urma retragerii ea a fost continuată și publicată de Papa Francisc la data de 29 iunie 2013. (textul în română)

## Exhortații
Joseph Ratzinger (Papa Benedict al XVI-lea) a publicat în timpul pontificatului său (2005-2013) următoarele exhortații apostolice. Exhortațiile au caracterului unui mesaj transmis de Papă unei comunități în vederea încurajării întreprinderii unor activități. Exhortațiile nu tratează probleme ale doctrinei credinței, fiind astfel în autoritate inferioare enclicelor:
1. Sacramentum caritatis: Despre Euharistie ca sursă și apogeu al vieții și misiunii Bisericii (2007). (textul în română)
2. Verbum Domini: Despre Cuvântului lui Dumnezeu în viața și misiunea Bisericii (2010).
3. Africae munus: Despre Biserica din Africa aflată în slujba reconcilierii, justiției și păcii (2011).

## Scrisori apostolice și motu proprio
Lista scrisorilor apostolice ale Papei Benedict al XVI-lea disponibile în traducere românească:
1. Motu Proprio despre câteva modificări la normele referitoare la alegerea Pontifului Roman (2013) (textul în română)
2. Fides per doctrinam cu care se modifică Constituția apostolică Pastor bonus și se transferă competența asupra Catehezei de la Congregația pentru Cler la Consiliul Pontifical pentru Promovarea Noii Evanghelizări (2013). (textul în română)
3. Ministrorum institutio cu care este modificată Constituția apostolică Pastor bonus și se transferă competența asupra seminariilor de la „Congregația pentru Educația Catolică” la „Congregația pentru Cler” (2013). (textul în română)
4. Mesajul Papei adresat Patriarhului Ecumenic la sărbătoarea sfântului Andrei (2012). (textul în română)
5. Porta fidei cu care se convocă Anul Credinței (2011). (textul în română)
6. Scrisoarea adresată seminariștilor la încheierea Anului Preoției (2010). (textul în română)
7. Munca și sărbătoarea pe măsura familiei (2010). (textul în română)
8. Scrisoarea pentru declararea Anului Preoției (2009). (textul în română)
9. Scrisoarea adresată Episcopilor Bisericii Catolice referitor la retragerea excomunicării celor patru episcopi consacrați de către Arhiepiscopul Lefebvre (2009). (textul în română)
10. Declarația comună a Papei Benedict al XVI-lea și a Patriarhului ecumenic Bartolomeu I (2006). (textul în română)

## Discursuri celebre
Lista următoare reprezintă o selecție a celor mai celebre discursuri susținute de Papa Benedict al XVI-lea:
1. Discursul Papei Benedict XVI de rămas bun la ultima întâlnire cu cardinalii (2013). (textul în română)
2. Discursul Papei către delegația Patriarhiei de Constantinopol (2012). (textul în română)
3. Discursul Papei la teatrul Scala din Milano (2012). (textul în română)
4. Discursul Papei la sosirea în Cuba (2012). (textul în română)
5. Discursul Papei în fața Congregației pentru Doctrina Credinței (2012). (textul în română)
6. Discursul Papei la întâlnirea cu reprezentanții Bisericilor Ortodoxe (2011). (textul în română)
7. Discursul Papei la întâlnirea cu reprezentanții comunității musulmane (2011). (textul în română)
8. Discursul Papei la întâlnirea cu reprezentanții comunității ebraice (2011). (textul în română)
9. Discursul Papei în fața parlamentului german (2011). (textul în română)
10. Discursul Papei la întâlnirea cu reprezentanții diferitelor etnii de țigani și rromi (2011). (textul în română)
11. Discursul Papei către Academia pentru Viață (2011). (textul în română)
12. Discursul Papei la aniversarea Codului Canoanelor Bisericilor Orientale (2010). (textul în română)
13. Discursul Papei despre Requiem-ul lui Mozart (2010). (textul în română)
14. Discursul Papei la primirea membrilor Conferinței Episcopale Române (2010). (textul în română)
15. Discursul Papei adresat participanților la Congresul mondial al Pastorației Migranților și Refugiaților (2009). (textul în română)
16. Discursul Papei la Bazilica Sfântului Mormânt (2009). (textul în română)
17. Discursul Papei către Patriarhul ecumenic Bartolomeu I (2008). (textul în română)
18. Discursul Papei la Organizația Națiunilor Unite ONU (2008). (textul în română)
19. Discursul Papei la 50 de ani de la Tratatul de la Roma (2007). (textul în română)
20. Discursul Papei după Liturghia ortodoxă alături de Patriarhul ecumenic (2006). (textul în română)
21. Discursul Papei despre „Credință, Rațiune și Universitate” (2006). (textul în română) Arhivat în 22 august 2019, la Wayback Machine.
22. Discursul Papei la Auschwitz-Birkenau (2006). (textul în română)
23. Joseph Ratzinger despre „Noii păgâni și Biserica” (1958). (textul în română) Arhivat în 22 august 2019, la Wayback Machine.